# 伊特勿失可汗
伊特勿失可汗（?—?），名咄摩支（在突厥蒙古語中解探馬赤軍中的「探馬赤」）。薛延陀末代可汗，真珠可汗夷男的侄子（兄长的儿子）。
646年，多弥可汗拔灼入侵唐朝，被江夏王李道宗、左卫大将军阿史那社尔率领的唐军击败。拔灼逃到阿史德部落，薛延陀的附庸回纥，其首领药罗葛吐迷度，与仆骨和同罗反叛并袭杀了拔灼，屠戮他们找到的薛延陀的王族成员。在回纥接管了薛延陀的大部分领土後，许多薛延陀人向唐军投降。
剩下的7万薛延陀人支持夷男的侄子咄摩支为伊特勿失可汗，以图恢复薛延陀。遣使入唐，请仍居郁督军山北。唐太宗派大臣崔敦礼安抚，但回纥等敕勒部落都不愿重建薛延陀，唐太宗派李世勣率九姓铁勒二万骑进攻咄摩支的驻地，指示：“降则抚之，叛则讨之。”李世勣至郁督军山，其酋长梯真达官（梯真达干）帅众来降。薛延陀咄摩支南奔荒谷，李世勣派遣通事舍人萧嗣业前往招慰，咄摩支投降萧嗣业。其部落犹持两端，李世勣纵兵追击，前后斩首五千余级，虏男女三万余人。七月，咄摩支至京师长安，拜右武卫大将军，薛延陀灭亡。咄摩支死在唐太宗之前，被厚葬。